# Sarah Mair

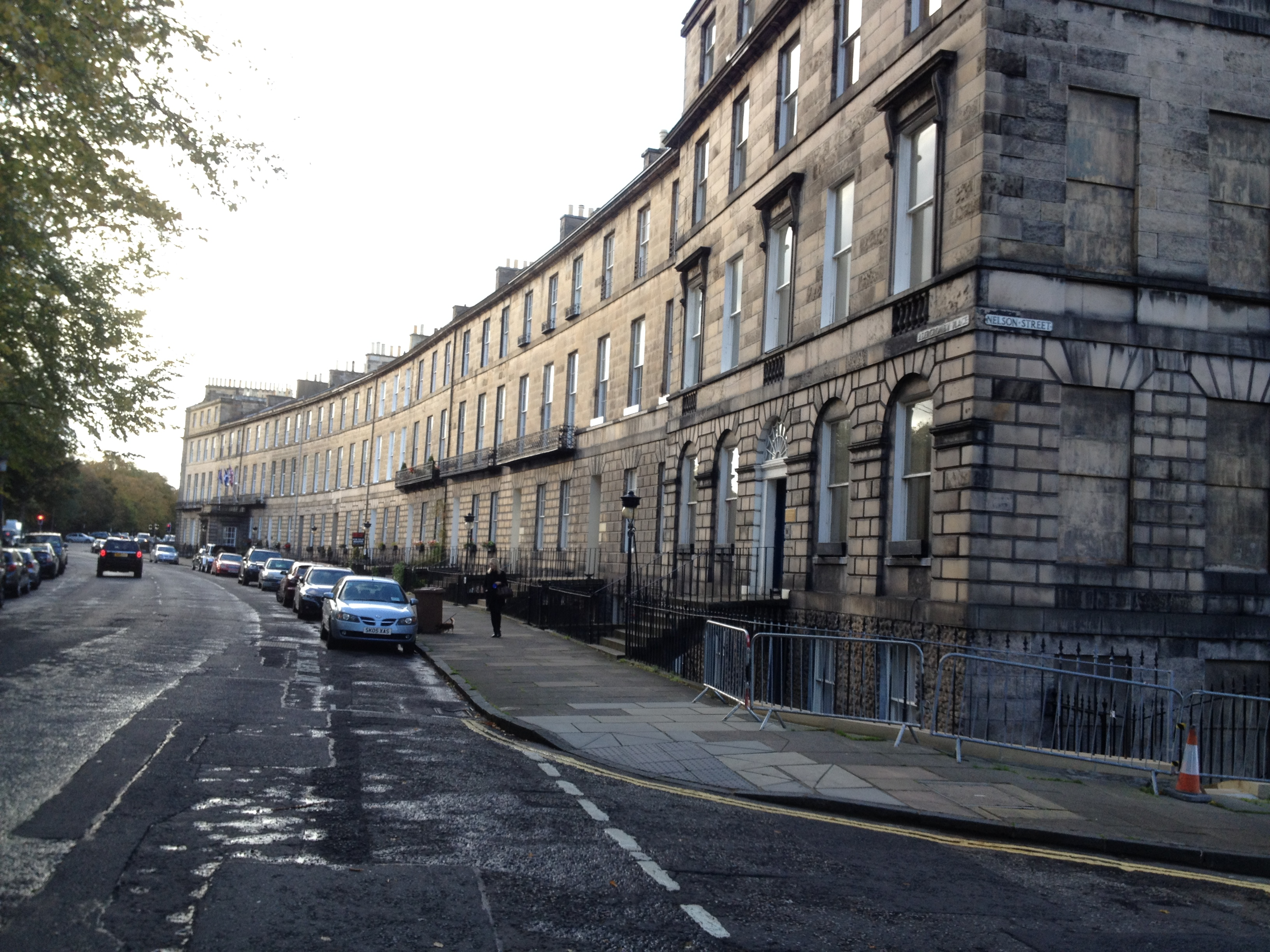
Abercromby Place, Edimburgo

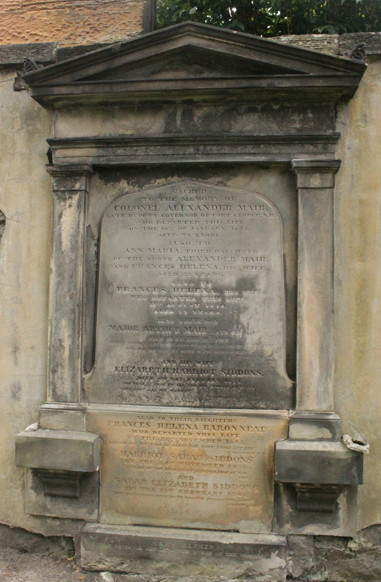
La tumba de Sarah Siddons Mair, el cementerio de St Cuthbert, Edimburgo

Dame Sarah Elizabeth Siddons Mair (23 de septiembre de 1846 - 13 de febrero de 1941) fue una activista escocesa a favor de la educación y el sufragio femenino en el Reino Unido. Participó activamente en la Asociación de Edimburgo para la Educación Universitaria de la Mujer y en la Sociedad de Debate de Damas de Edimburgo, que fundó antes de cumplir los 20 años.

## Trayectoria
Nacida en una familia acomodada de Edimburgo, Sarah era hija del mayor Arthur Mair del 62.º Regimiento y de Elizabeth Harriot Mair (de soltera Siddons). Era nieta del actor Henry Siddons y bisnieta de la actriz Sarah Siddons. La familia vivía en el n.º 29 de Abercromby Place en la Segunda Ciudad Nueva de Edimburgo.
Cuando Mair tenía 19 años, fundó la Edinburgh Essay Society, que pronto pasó a llamarse Ladies' Edinburgh Debating Society. Fue su presidenta y mantuvo esa posición durante 70 años. La sociedad se reunía en la espaciosa casa de la familia Mair de la Ciudad Nueva y ofrecía a las mujeres de Edimburgo de cierto origen la oportunidad de debatir cuestiones sociales, mientras aprendían a hablar en público y a debatir. Publicaron The Attempt, rebautizada como Ladies' Edinburgh Magazine en 1876, que las vinculó con lectores de todo el país. Mair y Helen Campbell Reid dirigían la publicación. La escritora Charlotte Mary Yonge contribuyó con ellas y Mair revisó para su publicación la colección de ensayos de Josephine Butler, Women's Work and Women's Culture.
La sociedad y su sede en el comedor Mair fueron el foco de muchos esfuerzos para promover los derechos y la educación de las mujeres, encabezados por mujeres de familias profesionales generalmente prósperas. Louisa y Flora Stevenson fueron miembros desde el inicio, al igual que Louisa Lumsden, fundadora de St Leonards School en St Andrews, y Charlotte Carmichael, madre de Marie Stopes.
La sociedad debatió en ciertos momentos la cuestión del sufragio femenino, con Mair apoyándolo durante toda su vida. En 1866 y 1872 descubrió que ella y sus compañeras sufragistas estaban en minoría, pero a partir de 1884 las mociones a favor del sufragio femenino fueron aprobadas por mayorías crecientes. Mair pertenecía a la Sociedad Nacional de Edimburgo para el Sufragio de la Mujer, que había sido fundada en 1867 como la primera sociedad escocesa en hacer campaña por el voto de las mujeres, y enviaba oradores a eventos por toda Escocia, incluida la Dra. Elsie Inglis, su secretaria honoraria desde 1906. Mair más tarde se convirtió en presidente de la asociación, y luego presidenta de la Federación Escocesa de Sociedades de Sufragio de Mujeres. A menudo hizo de mediadora entre grupos que tenían enfoques diferentes sobre cómo hacer campaña por el voto. Una vez que las mujeres mayores de 30 años obtuvieron el derecho al voto en 1918, Mair dirigió la Sociedad del Sufragio a una nueva fase como la Sociedad para la Igualdad de Ciudadanos.
Sarah Mair fue una miembro importante de la Asociación Educativa de Damas de Edimburgo en 1867, y estuvo presente en la reunión fundacional, aunque no se la considera miembro fundadora, probablemente porque en aquel momento no estaba casada y era bastante joven. Ella y Mary Crudelius estaban dispuestas a ir paso a paso hacia su objetivo de igualdad de acceso a la educación universitaria para ambos sexos, y Mair creía que un enfoque práctico traería los resultados correctos. En última instancia querían algo más que un sistema educativo separado para las mujeres, por muy buena que fuera la enseñanza.
En 1876 se produjo un esfuerzo por mejorar la educación preuniversitaria de las mujeres. Se ofrecieron clases en St George's Hall para ayudarlas a ingresar a la universidad, con cursos por correspondencia para quienes no podían asistir presencialmente. En 1886, Mair participó con Mary Russell Walker y otras en la creación de St George's Training College, seguida de St. George's High School for Girls en 1888. Este colegio de formación fue la primera institución escocesa en capacitar a mujeres para enseñar en escuelas secundarias y la escuela secundaria fue la primera escuela diurna escocesa para niñas que les proporcionaba educación hasta el nivel de ingreso a la universidad. Las niñas de St George's estuvieron entre las primeras mujeres graduadas de la Universidad de Edimburgo. Mary Russell Walker regresó de Londres en 1885, con la cualificación necesaria para dirigir el colegio y más tarde la escuela.
Durante la Primera Guerra Mundial, la asociación de Mair con Elsie Inglis, que comenzaron como compañeras sufragistas, continuó mientras Mair era presidenta del Comité de Hospitales de los Hospitales de Mujeres Escocesas para el Servicio Exterior, cuyos fondos se obtuvieron de contactos en Edimburgo y más allá. Mair también actuó como tesorera del proyecto Masson Hall de la Asociación de Edimburgo para la Educación Universitaria de la Mujer y presidió los comités del Hospital Bruntsfield para Mujeres y Niños y el Hospital de Maternidad Elsie Inglis Memorial. También tuvo tiempo para demostrar que una mujer podía tener habilidad tanto en el tiro con arco como en el ajedrez, y pertenecía al Ladies' Chess Club.

## Reconocimientos
El trabajo de Mair por la educación de las mujeres le valió un doctorado honoris causa de la Universidad de Edimburgo en 1920 y un DBE en 1931.

## Remembranza
Mair murió en casa de su sobrina en Buckinghamshire. Se celebró su funeral en la Catedral de St Mary, Edimburgo. Un obituario en The Scotsman la recordaba como una "mujer pionera" y una "venerable y notable dama de Edimburgo, una que ayudó a hacer historia en su tiempo". También se la recuerda en el monumento conmemorativo de su familia paterna en el cementerio de St. Cuthbert, Edimburgo, y como la enfermera de su familia, lo que aparece grabado en la tumba. La tumba se encuentra en la pared norte de la sección norte, adosada al cementerio adyacente en St Johns.